# Enteropsidae
Enteropsidae är en familj av kräftdjur. Enteropsidae ingår i ordningen Cyclopoida, klassen Maxillopoda, fylumet leddjur och riket djur.
Familjen innehåller bara släktet Mychophilus.